# رودولف فردریک برگ
رودولف فردریک برگ (به سوئدی: Rudolf Fredrik Berg) (زاده ۳۱ مه ۱۸۴۶ - درگذشته ۸ دسامبر ۱۹۰۷) کارآفرین، صنعت‌گر، سیاست‌مدار و مدیر ارشد اجرایی سوئدی بود، که در سال ۱۸۸۷ شرکت اسکانسکا را تأسیس کرد.
امروزه شرکت اسکانسکا پس از یک قرن فعالیت در حوزه ساخت‌وساز، ساختمان‌های بسیاری را احداث نموده یا در ساخت آن‌ها مشارکت داشته‌است، که برای نمونه می‌توان به: برج تبر سنت ماری ۳۰؛ در لندن، سالن مدیسن اسکوئر گاردن؛ نیویورک، برج‌های دوقلوی مرکز تجارت جهانی و متروی نیویورک سیتی اشاره کرد.